# Karen Boswall
Karen Boswall és una directora de cinema independent, coneguda per documentals premiats que va fer mentre vivia i treballava a Moçambic entre 1993 i 2007. És professora a temps parcial d'antropologia visual a la Universitat de Kent. Les seves pel·lícules cobreixen una gamma de temes que inclouen la conservació marina, la música popular, les dones i el VIH, i la pau i la reconciliació.

## Carrera i treball
Abans d'anar a Moçambic, Karen tenia la seva pròpia companyia de producció a Gran Bretanya. Ha treballat arreu del món com a gravadora de so, productora i directora. A Moçambic, va produir molts programes de ràdio per al Servei Mundial de la BBC.
El 1999 es va tornar a dirigir documentals de televisió com Living Battles (1998) i From the Ashes (1999), ambdós relacionats amb la recentment acabada Guerra Civil de Moçambic.
Dancing on the Edge (2001) és una pel·lícula sobre els riscos als que s'enfronta una dona jove de Moçambic, on la pobresa i les pràctiques tradicionals augmenten el risc de contraure el VIH/SIDA. És la primera feta per Catembe Produccions, la seva pròpia companyia de producció, que produeix el programes educatiu i d'infants.
La investigació en un projecte conjunt amb José Eduardo Agualusa per fer una pel·lícula amb un fort component de la música sobre la situació de les dones al con sud d'Àfrica, que es dirà "My Father's Wives", va esdevenir la base per a un llibre d'Agualusa de 2008 amb aquest nom. El llibre pot ser vist com el guió de la pel·lícula projectada.

## Filmografia
| Any  | Pel·lícula          | paper                  | Notes                                                                                                  |
| ---- | ------------------- | ---------------------- | --- |
| 1997 | Cracks in the Mask  | So                     | 57 minuts. Documental sobre el destí de l'art i els estris de l'Estret de Torres als museus europeus   |
| 1998 | Living Battles      | Directora              | 52 minuts. Contes de soldats de la Guerra Civil de Moçambic                                            |
| 1999 | From the Ashes      | Directora              | 26 minuts. En un petit poble al sud de Moçambic, la gent es cura les ferides de la recent guerra civil |
| 2001 | Dancing on the Edge | Directora i Productora | 41 minutes. Història sobre el risc de la SIDA per a les dones a Moçambic                               |
| 2004 | Marrabenta Stories  | Directora              | 52 minutes. Documental sobre músics a Moçambic                                                         |
| 2010 | The Valley of Dawn  | So                     | Documental sobre una religió inusual al Brasil                                                         |
| 2011 | Grandma             | So                     | Curtmetratge sobre els malentesos dels nens sobre el tema de la mort                                   |